# Jaciment arqueològic Pla de Mallorca
El Jaciment arqueològic Pla de Mallorca és un jaciment arqueològic del nucli de Fals, al terme municipal de Fonollosa (Bages).
És molt proper a Sant Mateu de Bages, a la comarca del Bages. S'han trobat restes d'un edifici medieval cronològicament situat entre els segles XII-XIII, associat a la producció de vi. Annex a l'edifici s'han trobat les restes d'una premsa de vi amb torre de contrapès.

## Situació geogràfica
En el Pla de Mallorca, al costat del camí de Betlem a Sant Andreu, hi ha el paratge conegut com el bosquet del Dolmen o Dolmen de Betlem o Hemidolmen de Sant Andreu, una petita zona boscosa, lleugerament elevada i envoltada de camps de conreu, entre la Casa Betlem i la Casa de Sant Andreu, al nucli de Fals, terme municipal de Fonollosa (Bages).

## Antecedents i objectius
Els propietaris de Casa Betlem, promotora de la intervenció, tenien un gran interès en conèixer l'entitat de les possibles restes arqueològiques existents al lloc conegut pels veïns com bosquet del dolmen, molt propers al seu mas. En aquests terrenys hi havia catalogat un element amb registre arqueològic nº 11716 conegut com a Hemidolmen de Sant Andreu. Al seu voltant, a més eren visibles diferents amuntegaments de pedres, alguns murs i grans blocs de pedra.
Segons el visor cartogràfic de l'Institut Cartogràfic i Geològic de Catalunya, hi ha el Dolmen de Sant Andreu.
L'interès en conèixer de quin tipus d'estructures es tractaven, va endegar diferents actuacions arqueològiques, la primera, una prospecció, que es realitzà l'any 2017. Durant aquella actuació ja es va evidenciar que les restes semblaven no tenir res a veure amb un dolmen, i a banda es van posar al descobert un conjunt d'estructures, alguns murs, que suggerien la presència d'una edificació d'època medieval.
Per tal de documentar de forma aprofundida aquestes restes, els anys 2018 i 2019 la promoció amb el suport dels Ajuntament de Fonollosa i Sant Mateu de Bages, endegà dues campanyes d'excavació, amb voluntaris i veïns de la zona.

## Història
Les reses arqueològiques documentades al jaciment del Pla de Mallorca de Fals, Fonollosa corresponen a un edifici medieval i es poden adscriure a quatre fases cronològiques diferenciades.
Fase I- Època romana
Tot i la recuperació de dos fragments de ceràmica romana durant la intervenció, no hi ha evidencies per confirmar una ocupació per aquest període al jaciment. En qualsevol cas, l'ocupació romana i tardoantiga està perfectament documentada al territori, i per això no seria estranya la presència de restes vinculades a aquest període a la zona.
Fase II- Època medieval

Les restes conservades al Pla de Mallorca, correspon un edifici, de planta quadrangular i de grans dimensions amb compartimentacions internes i edificacions annexes. Els espais apareixen diferenciats amb una part més noble, ja fos per habitatge o emmagatzematge i un altre més productiva. Aquesta part productiva estaria associada amb la producció de vi, dada contrastada per la localització d'una premsa amb torre de contrapès.

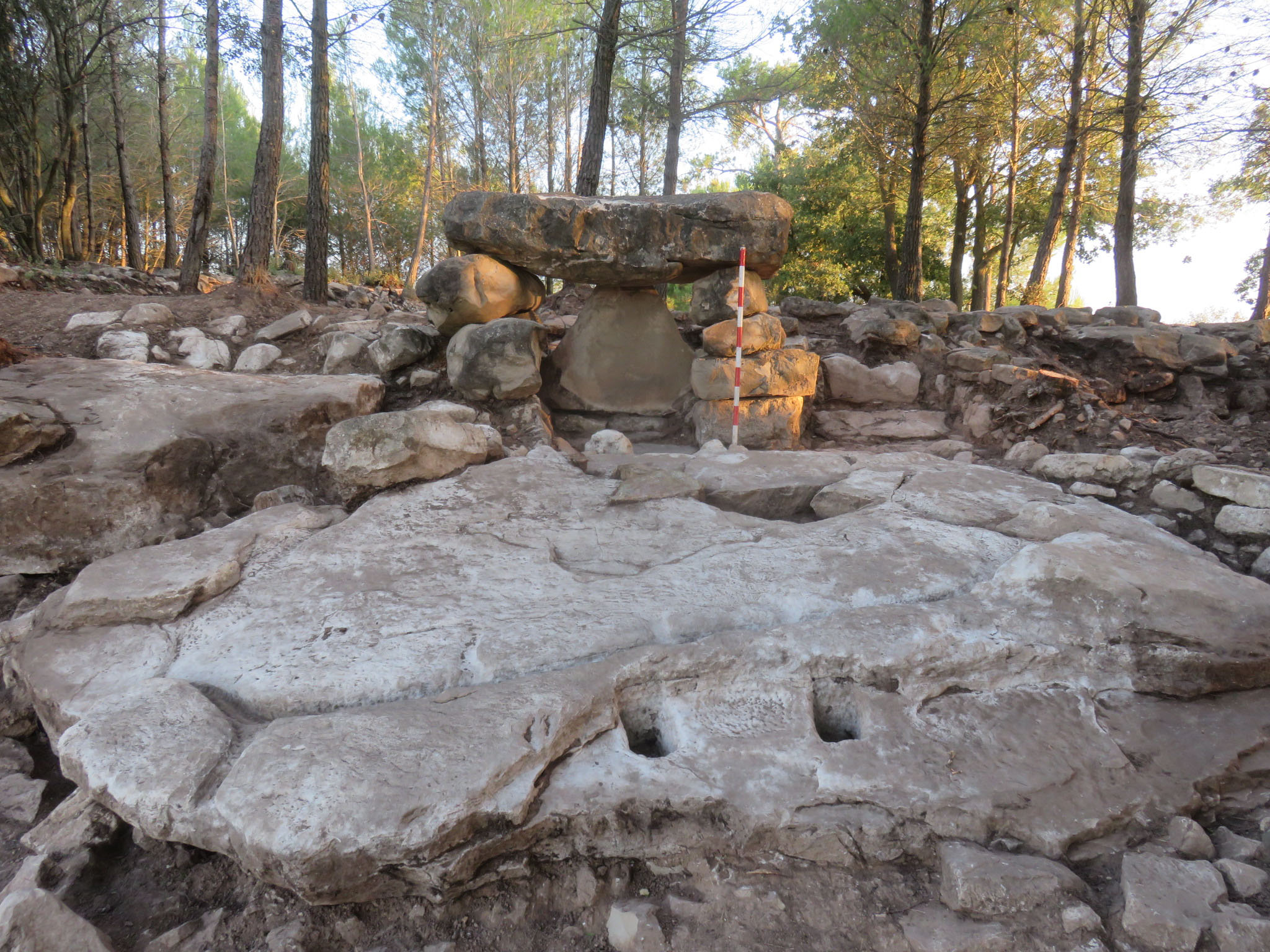
Vista frontal de la premsa, on es veu la torre de contrapès i el plat.
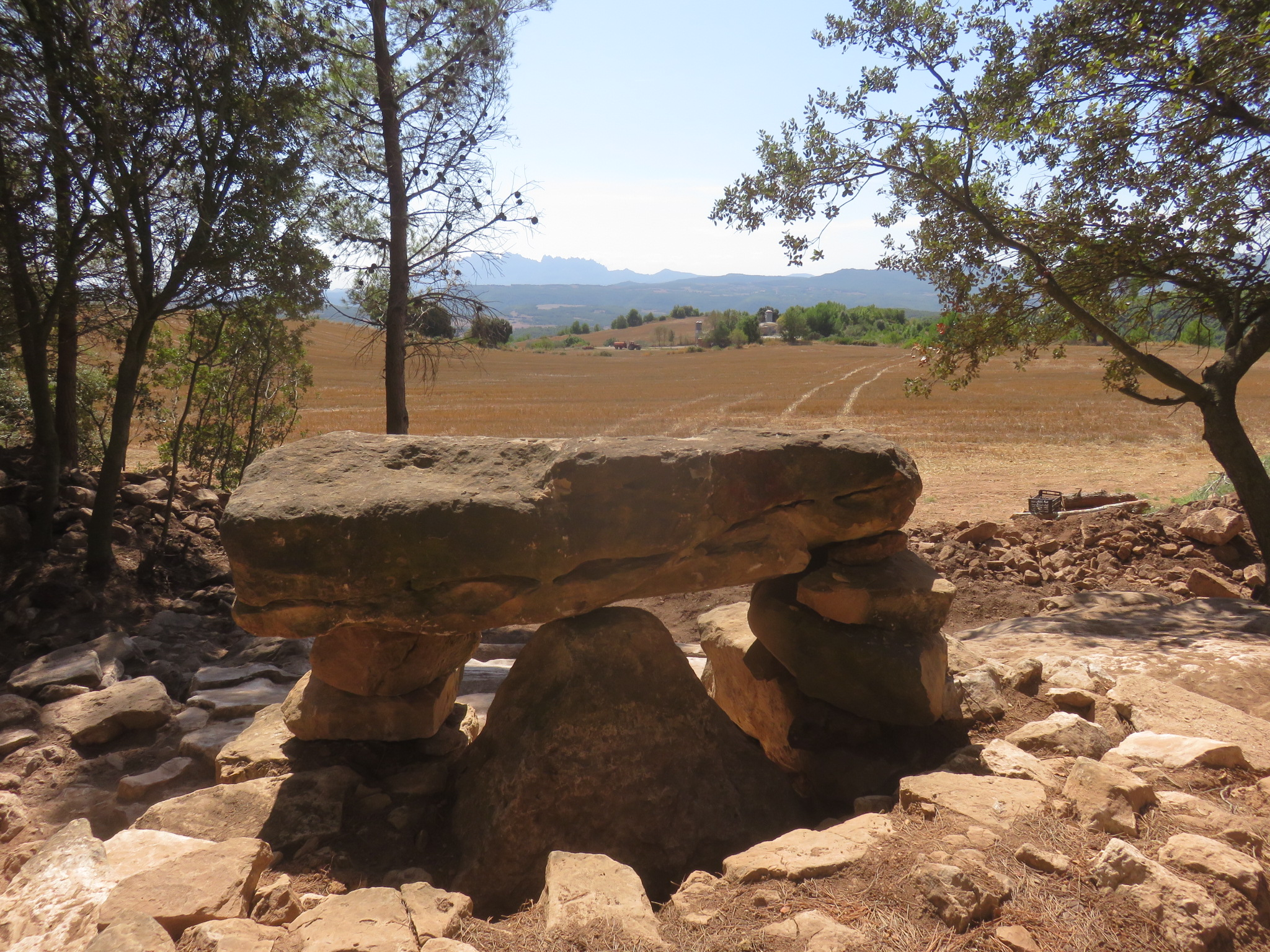
Vista de la torre de contrapès de la premsa per la banda posterior, amb les muntanyes de Montserrat al fons.
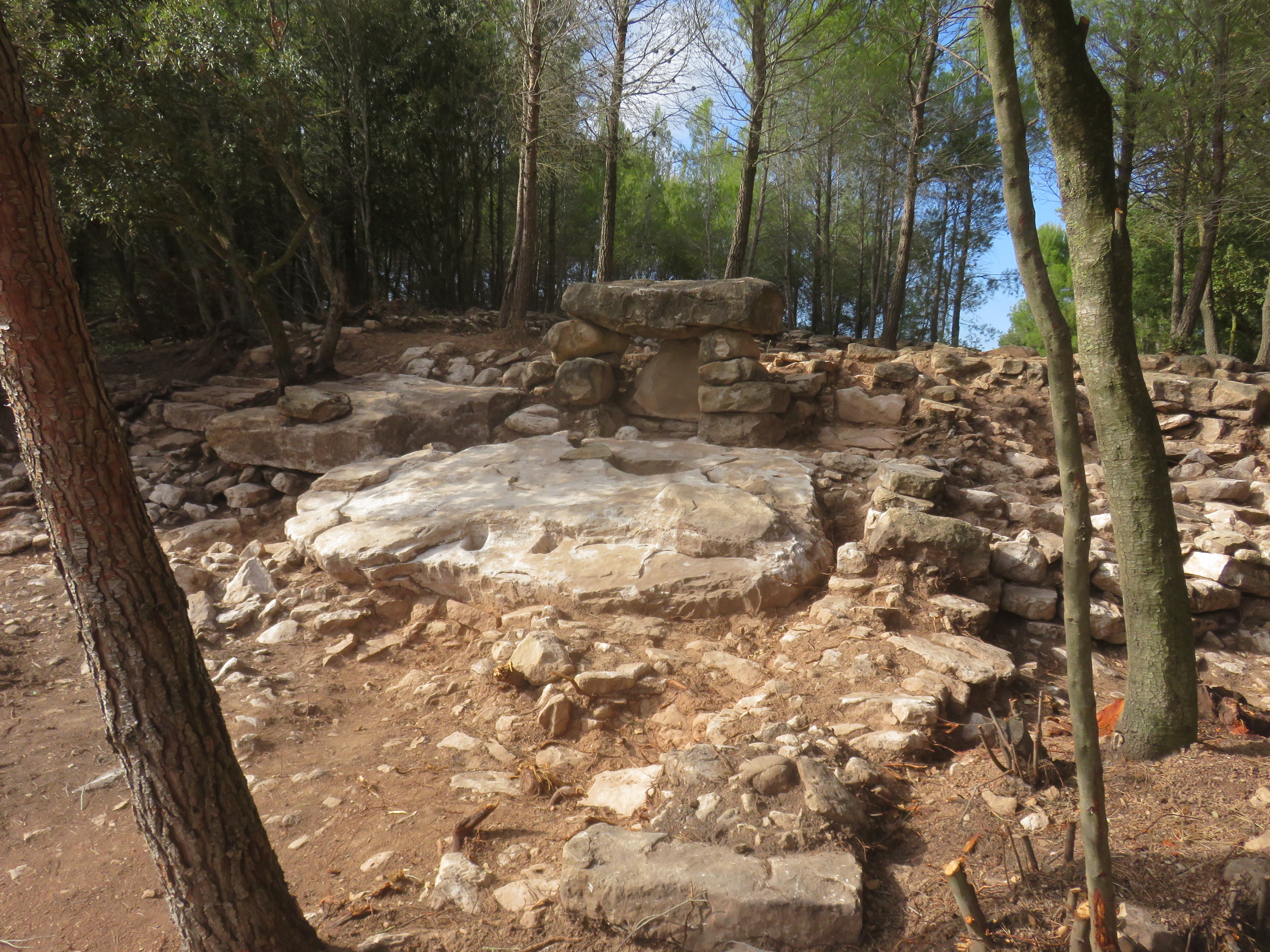
Vista general del jaciment dels del sud i amb la premsa en primer terme, un cop finalitzada la intervenció durant la campanya del 2019

Pel tipus d'edificació ens trobaríem amb un mas-torre o mas vertical, ja que possiblement tenia més d'una planta, segons es desprèn de les mides del seus murs. Aquest edifici, per tant hauria pogut fer les funcions tant d'un mas clàssic, com d'un centre productiu i d'emmagatzematge especialitzat en el vi. La construcció a mode de casa forta, amb una ubicació privilegiada i un bon control sobre el territori, permetien aquest supòsit. Així mateix en cas de tenir més d'una planta podria haver fet una doble funcionalitat, magatzem i zona de residencia alhora. Cronològicament situem la seva construcció i funcionalitat vers els segles XII-XIII, fins i tot una mica abans, amb un abandó cap a finals del segle XIV-XV.
FASE III- Època moderna (s. XVII)

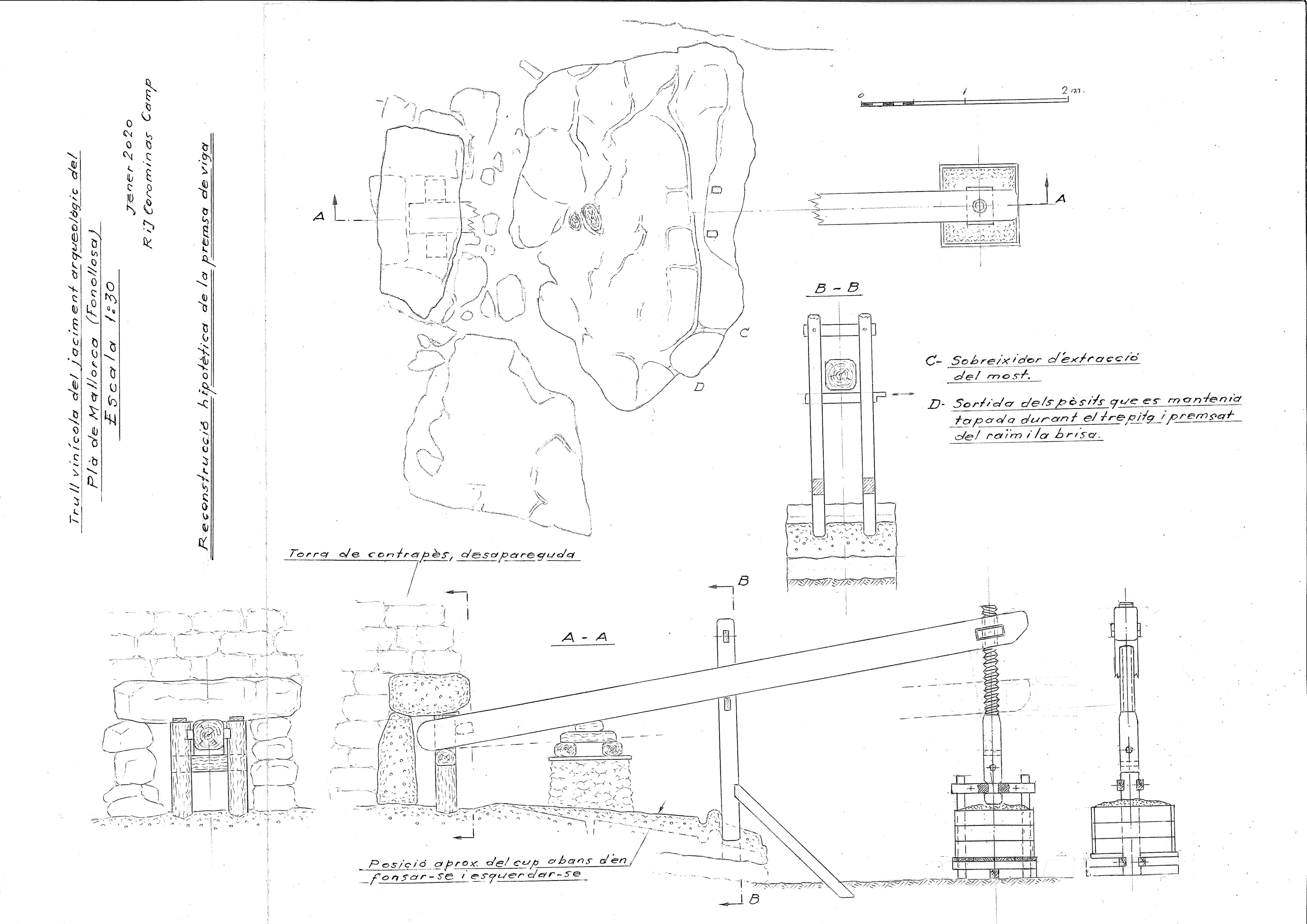
Dibuix de la premsa i del seu funcionament aportat pels germans Ramon i Jaume Corominas

La recuperació d'un fragment d'escudella de ceràmica vidrada blava catalana, decorada amb el motiu de la figueta (1620-1670) i d'una moneda, un ardit de coure de Felip IV de Castella, encunyat entre 1624-1655, són tots els elements recuperats per aquesta fase.
El nivell en el que es van recuperar no permet aportar gaire informació, però confirma que al segle xvii el jaciment estava completament abandonat. Més difícil és saber, si la presència d'aquests elements podria estar vinculada a una ocupació, encara que fos efímera de l'indret al llarg de l'època moderna, cosa que sembla poc versemblant. La quasi total absència de ceràmica vidrada en totes les seves tipologia, però sobretot de verd i manganès i vidrada blava d'època medieval, apunten a que l'indret no fou ocupat de manera continua més enllà del segle XIV-XV.
FASE IV- Època contemporània (s. XX)
Aquest paratge vers la segona meitat del segle XX era un lloc utilitzat en les tasques agrícoles de la zona. La torre de la premsa servia per guardar-hi arnes d'abelles i a sobre la codina s'hi va fer un tancat de pedres per guardar el bestiar. A més a més ha estat un lloc de reunió dels veïns durant anys, com ho demostra els bancs i taula de pedra encara existents.